# Mathéus Álvarez
Luis Álvarez Mateus (Guayaquil, Ecuador, 9 de julio de 1996), conocido como Mathéus es un futbolista y comunicador ecuatoriano que juega de delantero y su club actual es el Club Deportivo Atlético Nacional de la Segunda Categoría de Ecuador.

## Radio
En marzo de 2017 asume el reto de formar parte del staff de Radio Cuervo Uruguay. Sus inicios en radio fueron como coanimador en el programa deportivo estelar de la mencionada radio, varios meses después logró afianzarse dentro de la locución, lo que le sirvió para conducir el programa Expresión
, propuesta musical de la emisora, con un formato dinámico y agradable que fusionaba la música en sus distintos géneros con información deportiva, más anécdotas y curiosidades del diario vivir.

## Clubes
| Club                    | País    | Año  |
| ----------------------- | ------- | ---- |
| LDE                     | Ecuador | 2014 |
| Atlético Limonal        | Ecuador | 2017 |
| C. D. Atlético Nacional | Ecuador | 2020 |

## Carrera Radial
| Año           | Título                          | Rol        | Radio                |
| ------------- | ------------------------------- | ---------- | -------------------- |
| 2017-2018     | Cabina Sports                   | Coanimador | Radio Cuervo Uruguay |
| 2017-presente | Expresión: música & otras notas | Conductor  | Radio Cuervo Uruguay |